# Eczacıbaşı Istanbul
Eczacıbaşı Istanbul ist ein türkischer Volleyballclub, dessen Frauenmannschaft seit Ende der 1960er Jahre die türkische Liga dominiert und 28 mal Meister wurde.

## Geschichte
Eczacıbaşı Istanbul wurde 1966 gegründet, Hauptsponsor ist die Eczacıbaşı Holding. Zunächst wurden auch Männervolleyball, Männerbasketball und Tischtennis gespielt. Seit den frühen 1990er Jahren konzentriert sich Eczacıbaşı aber auf Frauenvolleyball. Seit 1968 gewannen die Frauen 28 mal die nationale Meisterschaft und achtmal den Pokal. Man erreichte neunmal ein europäisches Pokalfinale, wobei 1999 der Europapokal der Pokalsieger gewonnen wurde. Seit 1999 spielt man fast ununterbrochen in der Champions League und erreichte dabei fünfmal das Final Four. 2015 gewann der Klub erstmals die Champions League, kurz darauf auch die Volleyball-Klub-Weltmeisterschaft.